# لیروی چیائو
لیروی چیائو (به انگلیسی: Leroy Chiao) فضانورد اهل کشور ایالات متحده آمریکا است که در ۲۸ اوت ۱۹۶۰ میلادی در میلواکی، ویسکانسین زاده شد. وی در مأموریت اس‌تی‌اس-۶۵، اس‌تی‌اس-۷۲، اس‌تی‌اس-۹۲، سایوز تی‌ام‌ای-۵، اکسپدییشن ۱۰ حضور داشته است.